# Bystrzyca (Ukraina)
Bystrzyca, Rafajłowa (ukr. Бистриця, Bystrycia) – wieś na Ukrainie, w obwodzie iwanofrankiwskim, w rejonie nadwórniańskim, w hromadzie Polanica, ok. 20 km na południowy zachód od miasta Nadwórna. W 2001 roku liczyła ok. tysiąca mieszkańców. 

## Historia
Miejscowość leży w paśmie górskim Gorgany i jest dobrą bazą wypadową do wędrówki w górach.
Wieś rozwinęła się jako leśna osada tartaczna i osada turystyczna w końcu XIX wieku i z czasem wyodrębniła się jako oddzielna wieś z położonej niżej w dolinie Bystrzycy rozległej, będącej siedzibą gminy i poczty, Zielonej.
W II Rzeczypospolitej miejscowość leżała w województwie stanisławowskim. W okresie tym wieś liczyła ok. 150 domów i 800 mieszkańców, w znacznej części Polaków. 
W latach 1937–1938 wybudowano tu z inicjatywy prezesa Warszawskiego Klubu Narciarskiego inż. architekta Wacława Wekera schronisko turystyczno-narciarskie według jego projektu.
W okresie międzywojennym wieś była siedzibą Komisariatu Straży Celnej „Rafajłowa” oraz placówki Straży Celnej następnie po reorganizacji Straży Celnej w miejscowości stacjonowała placówka Straży Granicznej I linii „Rafajłowa”.
Wieś znana jest w Polsce szczególnie ze względu na rolę jaką odegrała w historii II Brygady (zwanej Żelazną) Legionów Polskich.

Archiwalne widoki z lat 30. XX w
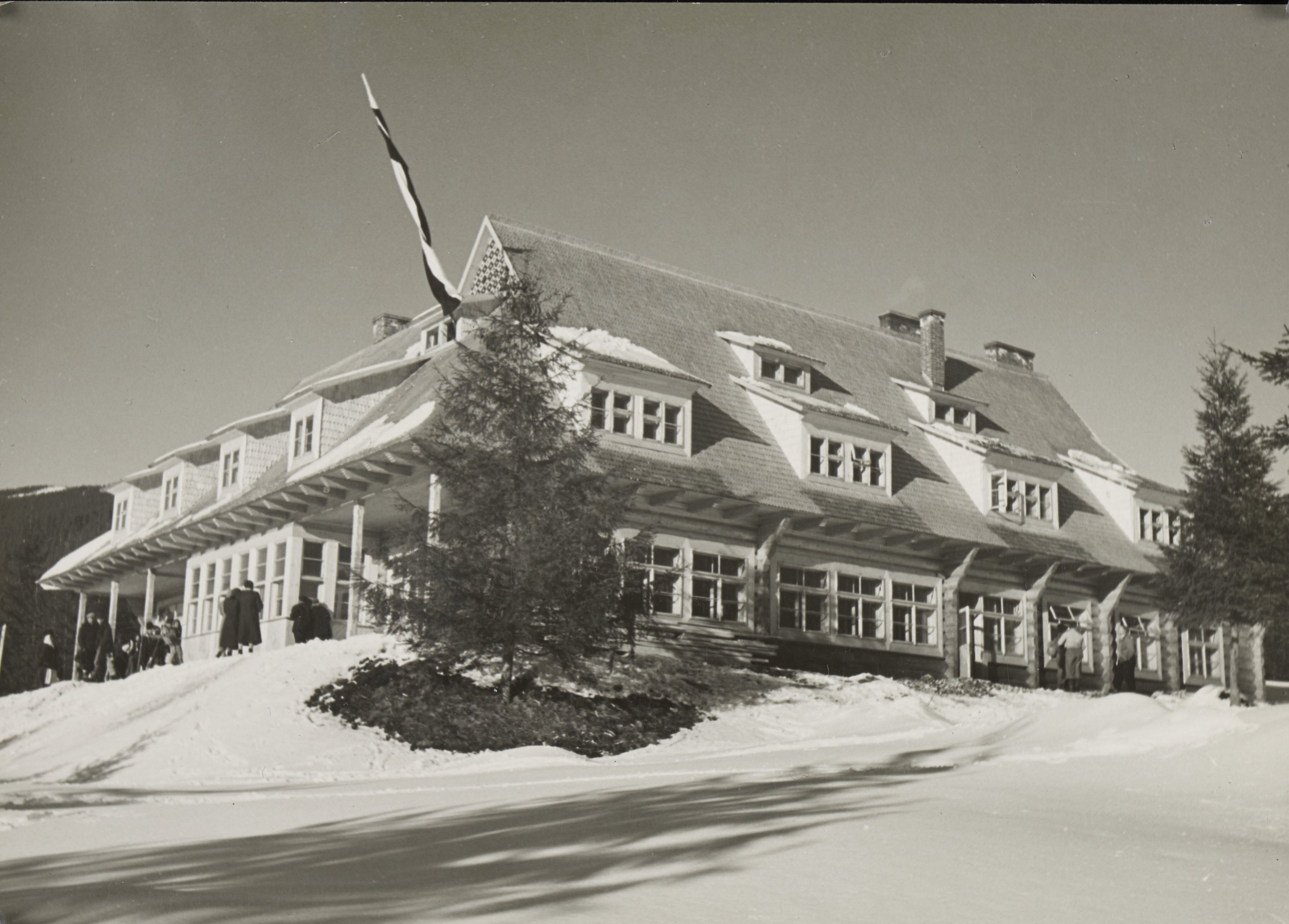
Schronisko Warszawskiego Klubu Narciarskiego
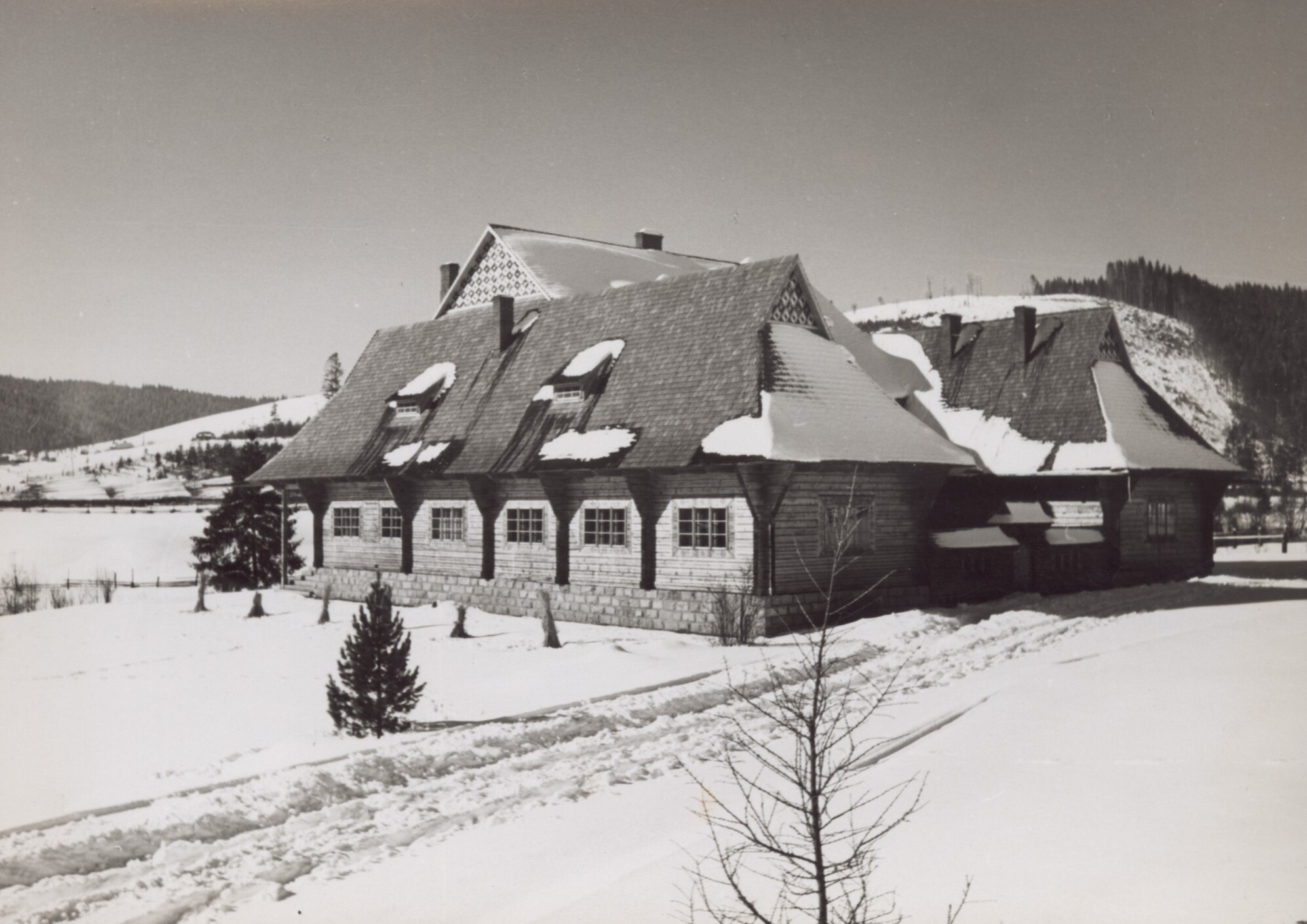
Pensjonat „Grażda”
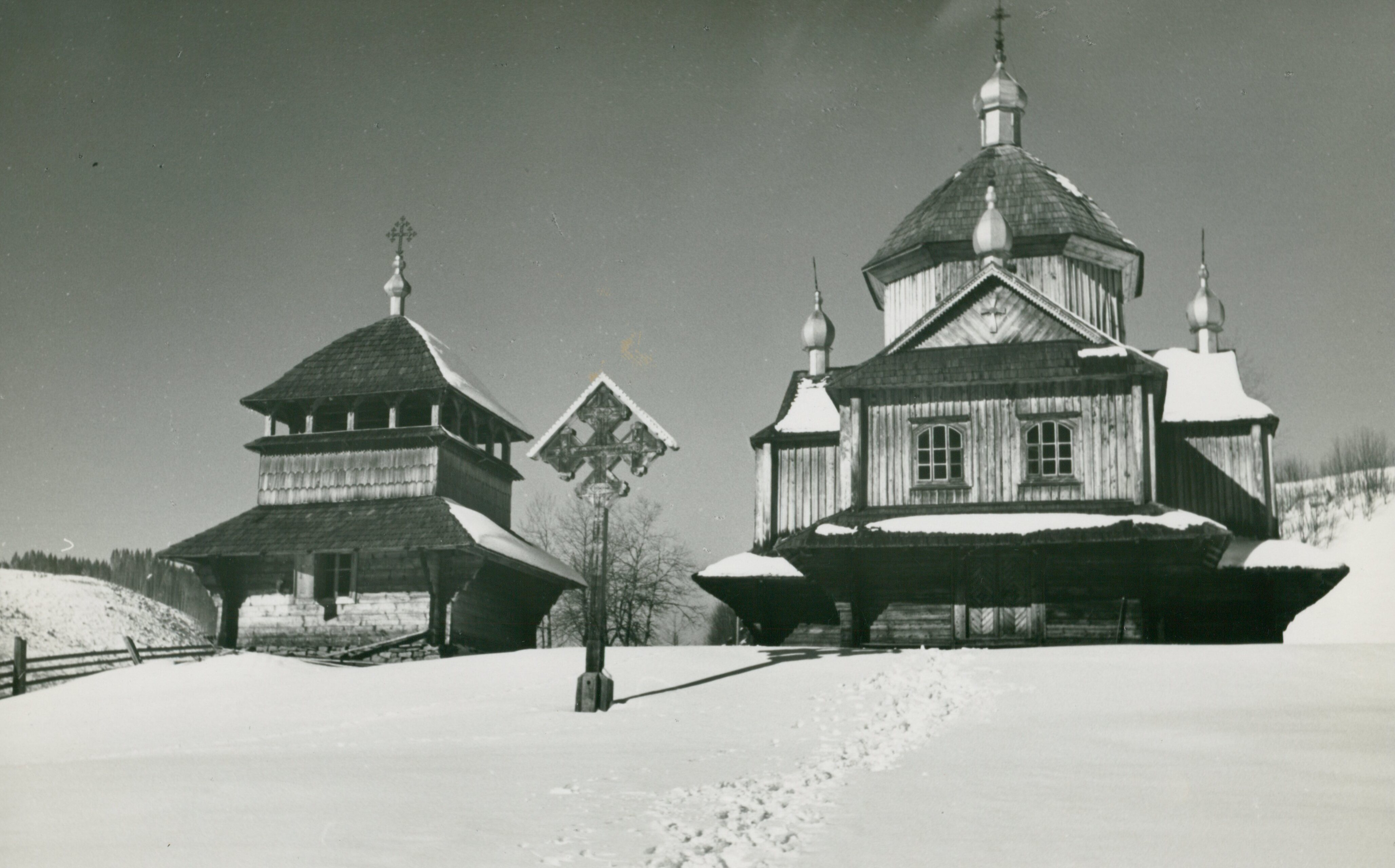
Cerkiew